# Клаудио Тафарел
Клаудио Андре Мерген Тафарел (рођен 8. маја 1966. године у Санта Роси, Бразил) је бивши бразилски фудбалски голман. Тренутно је тренер голмана у Галатасарају и репрезентацији Бразила.
Током своје каријере, дуге 18 година, наступао је за шест клубова, међу којима су Парма, Интернасионал, Атлетико Минеиро и Галатасарај.
За репрезентацију Бразила уписао је преко 100 наступа. Помогао је репрезентацији да освоји злато на Светском првенсту 1994. године, а током своје десетогодишње репрезентативне каријере, наступио је на још осам великих међународних такмичења.

## Клупска каријера
Рођен у Санта Роси, Тафарел је своју играчку каријеру отпочео у Интернасионалу, али је одиграо само 14 утакмица у Бразилској Сеији А, током своје петогодишње каријере у овом клубу. Међутим, ипак је 1998. године проглашен је за најбољег играча у Бразилу. Године 1990. прешао је у Парму, која је те године први пут у клупској историји ушла у Серију А. Наступио је на свих 34 мечева у сезони у којој је клуб из Емилија-Ромање заузео шето место и квалификовао се у Куп УЕФА.
Године 1993. Тафарел који је тада био резерва у Парми прелази у Ређину, која се такође такмичила у Серији А. Тафарел је у новом клубу био стартер, а клуб је за мало избегао испадање из лиге. Након завршетка сезоне вратио се у Бразил и наредне три године бранио је боје Атлетико Минеира
Са 32. године Тафарел се вратио у Европу и прикључио се Галатасарају са којим је освојио шест трофеја, за три године, колико је провео у клубу. Освојио је два пута Турску Суперлигу и Куп УЕФА у сезони 199/00., након бољег извођења пенала против Арсенала резултатом 4-1 (0-0 након 120 минута игре). Каријеру је завршиоу 37. години у свом бившем клубу Парми, након полусезоне коју је провео као резерва и у којој је одбио понуду Емполија. Ауто му се покварио док је ишао да потпише уговор са Емполијем, а он је то схварио као "знак од Бога" и одбио да потпише уговор.
Године 2004. Тафарел се поново придружио Галатасарају, сада као тренер голмана. Те сезоне тренер је био његов некадашњи саиграч Георге Хађи. У сезони 2011/12. поново се придружује Галатасарају, кога је поново водио Фатих Терим, са којим је сарађивао док је играо за Галатасарај.

## Репрезентативна Каријера
Тафарел је дебитовао за репрезентацију Бразила 7. јула 1988. године на међународном турниру у Аустралији. Наступио на сва четири меча и примио само два гола, а Бразил је освојио турнир. Био је на голу и следеће године на Копа Америка, у још једном међународном походу (током своје десетогодишње каријере, наступио је на турниру пет пута).
Тафарел је био први голман репрезентације бразила на три Светска првенства: 1990. године у Италији, 1994. године у Сједињеним Америчким Државама и 1998. године у Француској.
Био је први голман Бразила на Светском првенству 1994. године, на коме је током прве фазе такмичења примио само један гол, док је у елиминационом делу примио само један, не рачунајући два пенала у финалу. Четири године касније у Француској, помогао је репрезентацији да освоји друго место, одбранивши два пенала у полуфиналу против Холандије, у мечу који је Бразил након извођења пенала решио у своју корист резултатом 4-2.
Тафарел је уписао 101 наступ за репрезентацију. Пред његово повлачењ 2003. године, тренер Карлос Алберто Переира, понудио је да огранизује опроштајни меч, али је Тафарел одбио, наводећи да није интересован. Вратио се да игра са Ромариом крајем 2004. године против Мексика у част освајања залтне медаље на Светском првенству 1994. године на Los Angeles Memorial Coliseum стадиону.

### Наступи за репрезентацију
| Репрезентација Бразила | Репрезентација Бразила | Репрезентација Бразила |
| Година                 | Наступа                | Голова                 |
| ---------------------- | ---------------------- | ---------------------- |
| 1988                   | 7                      | 0                      |
| 1989                   | 16                     | 0                      |
| 1990                   | 7                      | 0                      |
| 1991                   | 10                     | 0                      |
| 1992                   | 2                      | 0                      |
| 1993                   | 15                     | 0                      |
| 1994                   | 9                      | 0                      |
| 1995                   | 5                      | 0                      |
| 1996                   | 0                      | 0                      |
| 1997                   | 15                     | 0                      |
| 1998                   | 15                     | 0                      |
| Укупно                 | 101                    | 0                      |

## Успеси

### Клуб
Парма
- Куп Италије: 1991/92, 2001/02.
- Куп победника купова: 1992/93.

Галатасарај
- УЕФА куп: 1999/00.
- УЕФА суперкуп: 2000.
- Суперлига: 1998/99, 1999/00.
- Куп Турске: 1998/99, 1999/00.

Атлетико Минеиро
- : 1995.
- : 1997.

### Репрезентација
- Светско првенство: 1994.
- Светско првенство: друго место: 1998.
- Копа Америка: 1989, 1997.
- Копа Америка: друго место: 1991, 1995.
- Олимпијске игре: сребрна медаља: 1988.

### Индивидуалне награде
- Најбољи голман у избору Међународног завода за историју фудбала и статистику: Бронзана лопта: 1991, 1994.
- Златна лопта (Бразилске лиге): 1988.

## Након пензионисања - Приватан живот
Тафарел и његов некадашњи саиграч из Атлетико Минеира Пауло Роберто основали су менаџерску агенцију, која ће имати за циљ да проналази младе таленте.
Током светског првенства 1998. године када је репрезентација Бразила тренирала је на стадиону Trois-Sapins у Озоар ла Ферје, предграђу, југоисточно од Париза, градоначелник је предложио да стадион именују по Тафарелу.
Тафарел је "Поново рођени хришћанин" који је активно ширио своје веровање, на различитим просторима. Члан је удружења Хришћанских спортиста од 1988. године и има 17. деце, од којих је 15 усвојено.